# Bachtäler des Lappwaldes
Koordinaten: 52° 15′ 47″ N, 11° 3′ 28″ O
Die Bachtäler des Lappwaldes sind ein Naturschutzgebiet in der Gemeinde Beendorf und in den Ortsteilen Schwanefeld und Walbeck der Stadt Oebisfelde-Weferlingen im Landkreis Börde in Sachsen-Anhalt.
Das Naturschutzgebiet mit dem Kennzeichen NSG 0158 ist rund 590 Hektar groß. Im Westen grenzt es an das Naturschutzgebiet „Lappwald“ in Niedersachsen. Ein großer Teil des Schutzgebietes ist gleichzeitig als 512 Hektar großes FFH-Gebiet „Lappwald südwestlich Walbeck“ ausgewiesen. Das Gebiet steht seit Anfang 1998 unter Schutz (Datum der Verordnung: 2. Februar 1998). Zuständige untere Naturschutzbehörde ist der Landkreis Börde.
Das Naturschutzgebiet liegt nordöstlich von Helmstedt im Osten des Lappwaldes. Es erstreckt sich entlang der Landesgrenze zu Niedersachsen und stellt einen Teil des Lappwaldes in Sachsen-Anhalt unter Schutz. Das Naturschutzgebiet wird von Eichen-Hainbuchenwald, Eichen-Rotbuchenwald, Rotbuchenwald und Buchenhangwald geprägt.
Der Lappwald wird von mehreren naturnahen Bachläufen in teilweise tief eingeschnittenen Bachtälern durchzogen. An den teilweise steil aufragenden Talrändern kommen Weißdorn-Schlehen-Gebüsche vor. Durch Hangdruckwasser sind an mehreren Stellen quellige Bereiche und Quelltöpfe vorhanden. Außerhalb des Waldgebietes befinden sich insbesondere entlang der Riole Feuchtgrünländer mit bachbegleitenden Hochstaudenfluren und Röhrichten sowie einem Erlen-Galeriewald. Im Tal der Riole im Lappwald stocken Erlen-Eschenwälder sowie in vermoorten Senken Erlenbruchwälder.
Die Riole im nördlichen Bereich des Naturschutzgebietes steht bis zur Mündung in die Aller in Walbeck unter Schutz. Ihr Bachbett besteht aus sandigen, kiesigen und steinigen Sedimenten. Sie ist u. a. Lebensraum für die Bachforelle sowie eines Flachlandvorkommens der Elritze. Im Bereich der Riole kommen u. a. auch Feuersalamander, Bergmolch und Springfrosch vor.
Die totholzreichen Waldbestände sind u. a. Lebensraum für verschiedene Vögel wie Schwarz-, Mittel-, Grün- und Kleinspecht sowie Hohltaube, die hier gute Nistmöglichkeiten finden. Ferner sind neben anderen Vogelarten Neuntöter, Sperber und Gartengrasmücke zu finden. Weiterhin ist das Naturschutzgebiet Lebensraum für Fledermäuse, darunter Mopsfledermaus und Großes Mausohr. Auch für Pilze und Flechten sind die Waldbestände im Naturschutzgebiet wichtiger Lebensraum.
Die Flora im Naturschutzgebiet ist je nach Standort gekennzeichnet von Schlängelschmiele, Heidelbeere und Schattenblümchen in bodensauren Bereichen bzw. Waldmeister, Maiglöckchen und Nickendem Perlgras auf Mullboden. Ungenutzte Grünlandflächen, insbesondere entlang der Bachläufe, werden von Schlankseggenried, Binsengesellschaften, Röhrichten und Grauweiden eingenommen, auf extensiv genutztem Grünland wachsen Engelwurz, Waldsimsen, Fuchsschwanzwiesen und Flachmoor-Gesellschaften mit Fieberklee. Weiterhin sind Bestände des Breitblättrigen Knabenkrautes zu finden. Im Lüddeckes Teich, einem als Fischteich genutzten Abschnitt der Riole, kommen u. a. Weiße Seerose, Schwimmendes Laichkraut und Gemeiner Tannenwedel vor.
Vorhandene naturferne Forste mit Kiefern und Lärchen sollen in naturnahe und standorttypische Waldbestände umgewandelt werden.